# Велихов, Павел Аполлонович
Павел Аполлонович Велихов (7 [19] декабря 1875, Санкт-Петербург — 27 мая 1930, Москва) — русский советский учёный в области строительной механики, мостостроения и материаловедения, профессор.

## Биография
Родился в Санкт-Петербурге 7 (19) декабря 1875 года в семье действительного статского советника Аполлона Тимофеевича Велихова (?—12.08.1881); мать — Елизавета Андреевна.
Окончил Петербургскую 6-ю классическую гимназию (1894; золотая медаль) и Санкт-Петербургский институт путей сообщения (1899).
Работал в должности помощника, а затем заведующего механической лабораторией в Московском инженерном училище (с 1906 года — секретарь Совета); также преподавал в Московском техническом училище (МВТУ), с 1913 года — адъюнкт-профессор. Одновременно занимался инженерной деятельностью в Московском обществе для сооружения подъездных железнодорожных путей в России, где возглавлял технический отдел; проектировал мосты Московской окружной железной дороги, мост через реку Виндау.
В 1905—1918 годах состоял членом кадетской партии, был членом ЦК. Был избран 19 декабря 1916 года по списку прогрессивной группы, а 25 июня 1917 года по списку кадетской партии гласным Московской городской думы.
В июле 1922 года был арестован по обвинению в антисоветской деятельности и подлежал высылке за границу. Однако благодаря ходатайству руководства Наркомата путей сообщения 23 апреля 1923 года был освобождён под подписку о невыезде из Москвы. Жил на Бахметьевской улице (д.15, кв.8). Читал лекции в Московском институте инженеров транспорта.
В 1928—1929 году — декан инженерно-строительного факультета МВТУ. На этой должности был арестован 12 июня 1929 года и помещён в Бутырскую тюрьму. Приговорён Коллегией ОГПУ 4 апреля 1930 года по обвинению в шпионской, контрреволюционной и вредительской деятельности вместе с профессором Б. П. Жерве (начальник научно-исследовательского бюро ЦУДорТранса в Ленинграде), В. И. Пиларем (начальник группы эксплуатации и ремонта госдорог Цудортранса) и Г. С. Тахтамышевым (председателем технической секции Центрального планового управления НКПС) — к высшей мере наказания. Все были расстреляны 27 мая 1930 года. Похоронены на территории Ваганьковского кладбища. Реабилитированы 11 декабря 1963 года.